# Danziger Allgemeine Zeitung
Die Danziger Allgemeine Zeitung war eine konservative Tageszeitung in Danzig von 1878 bis 1934.

## Geschichte
Die Danziger Allgemeine Tageszeitung erschien erstmals 1878 (oder 1880?) als Fortsetzung der Neuen Wogen der Zeit, die im Nachrevolutionsjahr 1849 gegründet worden war. 1896 stand sie vor dem Bankrott und konnte nur durch die Unterstützung des Danziger Regierungspräsidenten Friedrich von Holwede erhalten werden. Seit dieser Zeit vertrat sie  nationalistische Positionen und galt  als Organ der Konservativen Westpreußens.
Nach 1918 wurde die Zeitung das inoffizielle Organ der Deutschnationalen Volkspartei. Seit 1923 informierte sie als wahrscheinlich einzige Zeitung in Danzig wohlwollend oder zumindest neutral  über Auftritte und Positionen der erstarkenden nationalsozialistischen Bewegung.
In den 1920er Jahren erreichte die Danziger Allgemeine Zeitung eine Auflage von etwa 4000 bis 6000 verkauften Exemplaren. Ihre Verbreitung war in der ländlichen Umgebung Danzigs größer als in der Stadt, und sie übte dort auch einen gewissen politischen Einfluss aus. Die Zeitung erschien täglich von Montag bis Samstag. Ihr Verlag befand sich in der Hundegasse (jetzt ul. Ogarna) 51.
Am 29. September 1934 stellte die Danziger Allgemeine Zeitung ihr Erscheinen im 86. Jahrgang ein.